# Sẻ khướu
Sẻ khướu (danh pháp hai phần: Fringilla coelebs) là một loài chích lá thuộc họ Fringillidae. Loài này phân bố ở khắp châu Âu.
Loài chim này sinh sản ở nhiều nước châu Âu, châu Á đến Siberia qua và ở phía tây bắc châu Phi. Chúng ưa thích rừng mở và có cỏ trên mặt đất. Chim mái xây tổ hình chiếc cốc sâu trong chạc ba của cây. Mỗi tổ thường là 4-5 trứng, nở trong khoảng 13 ngày ấp. Chim con mộc lông trong khoảng 14 ngày nhưng được chim cha mẹ nuôi dưỡng trong vài tuần sau khi rời tổ. Đây là loài di cư một phần; những cá thể sinh sản ở các vùng ấm hơn không di trú trong khi những người cá thể sinh sản ở các khu vực miền bắc lạnh lẽo trú đông đông phạm vi của chúng về phía nam.

## Hình ảnh

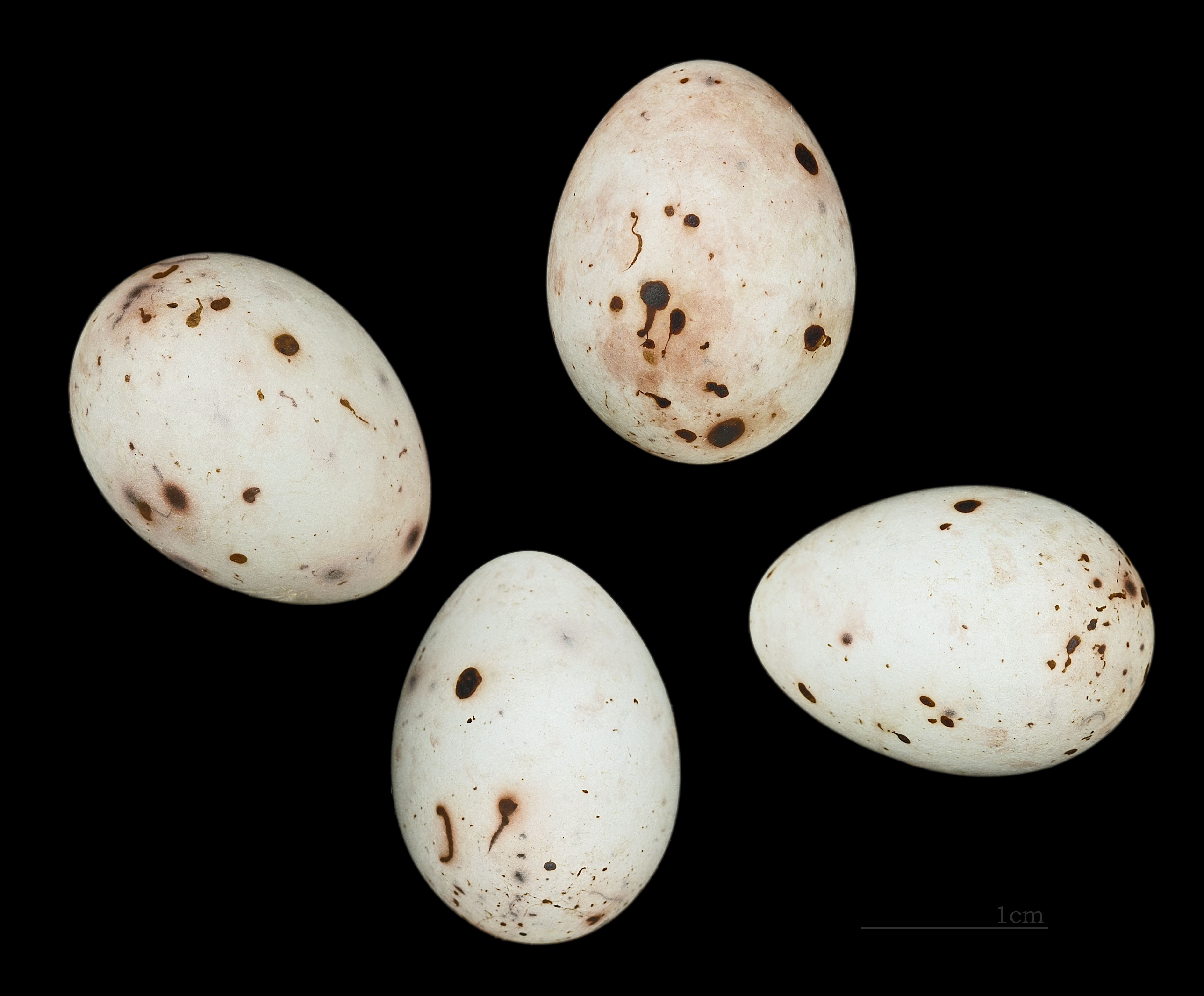
Trứng Fringilla coelebs
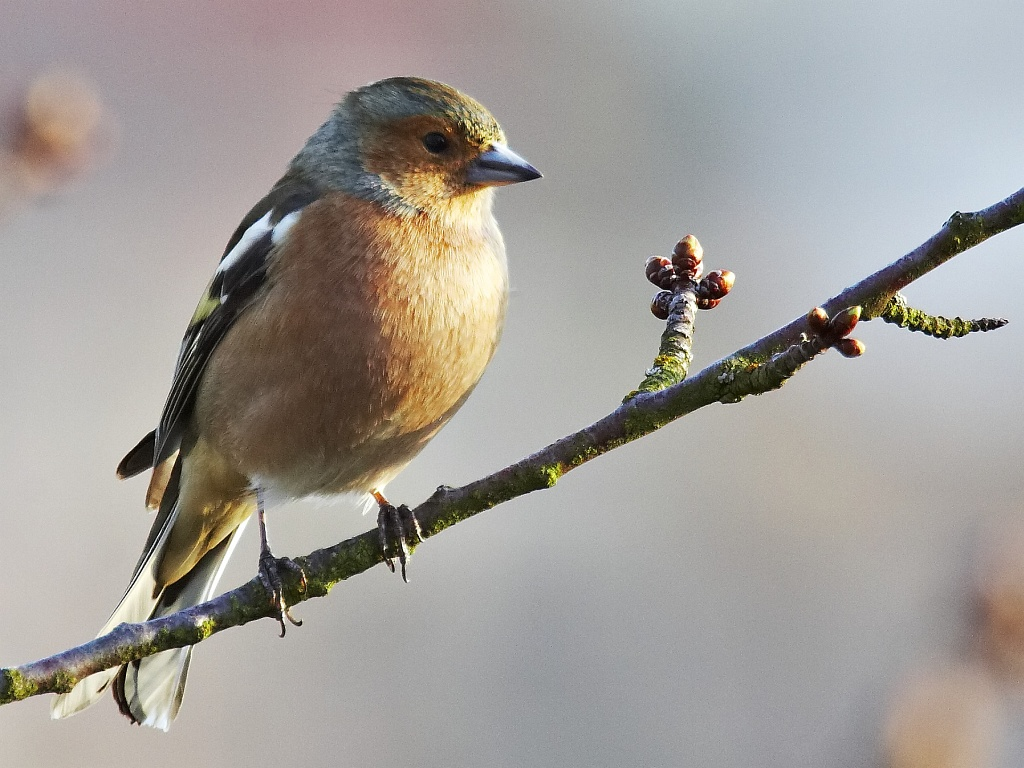
Sẻ khướu trống
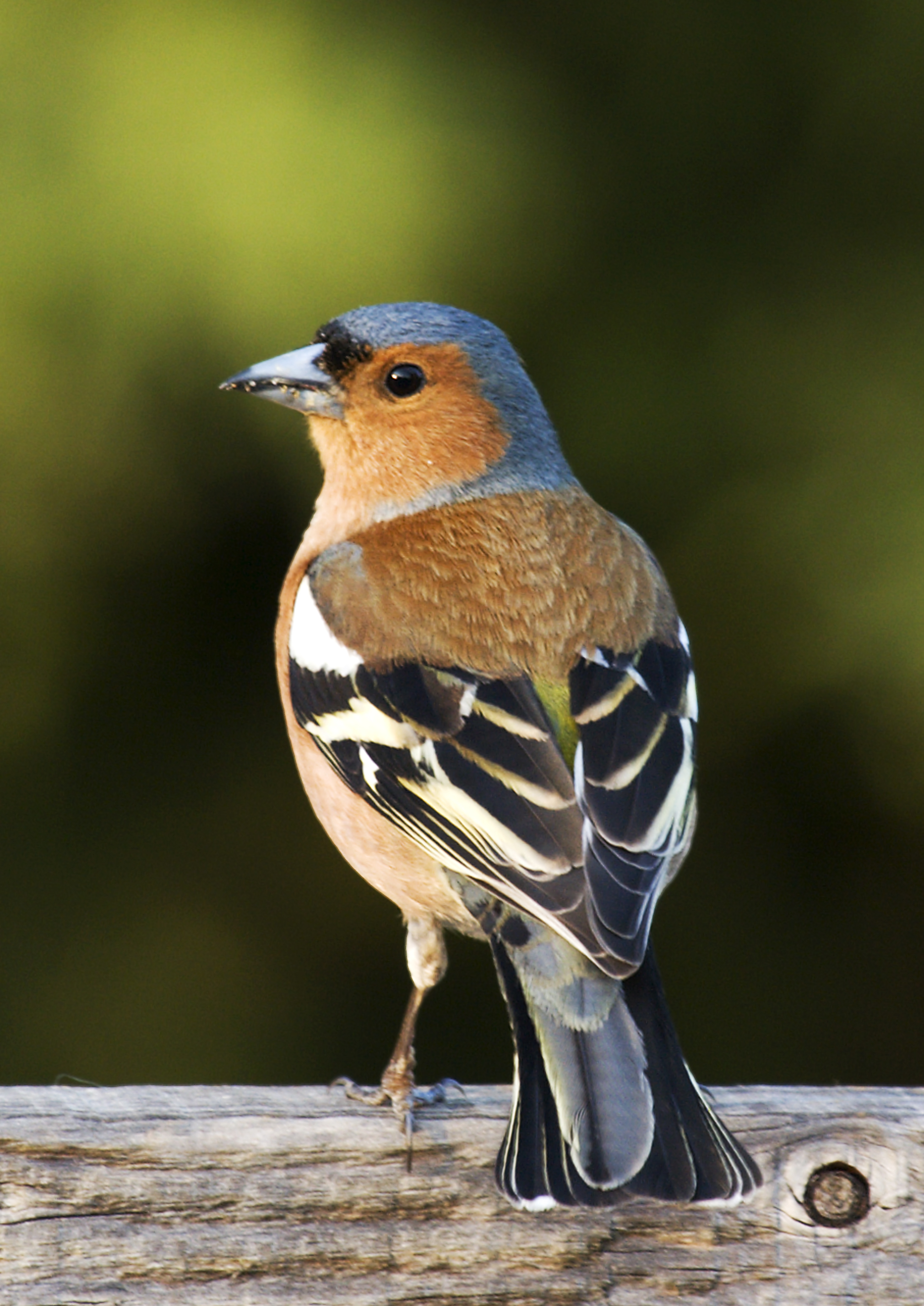
Sẻ khướu trống
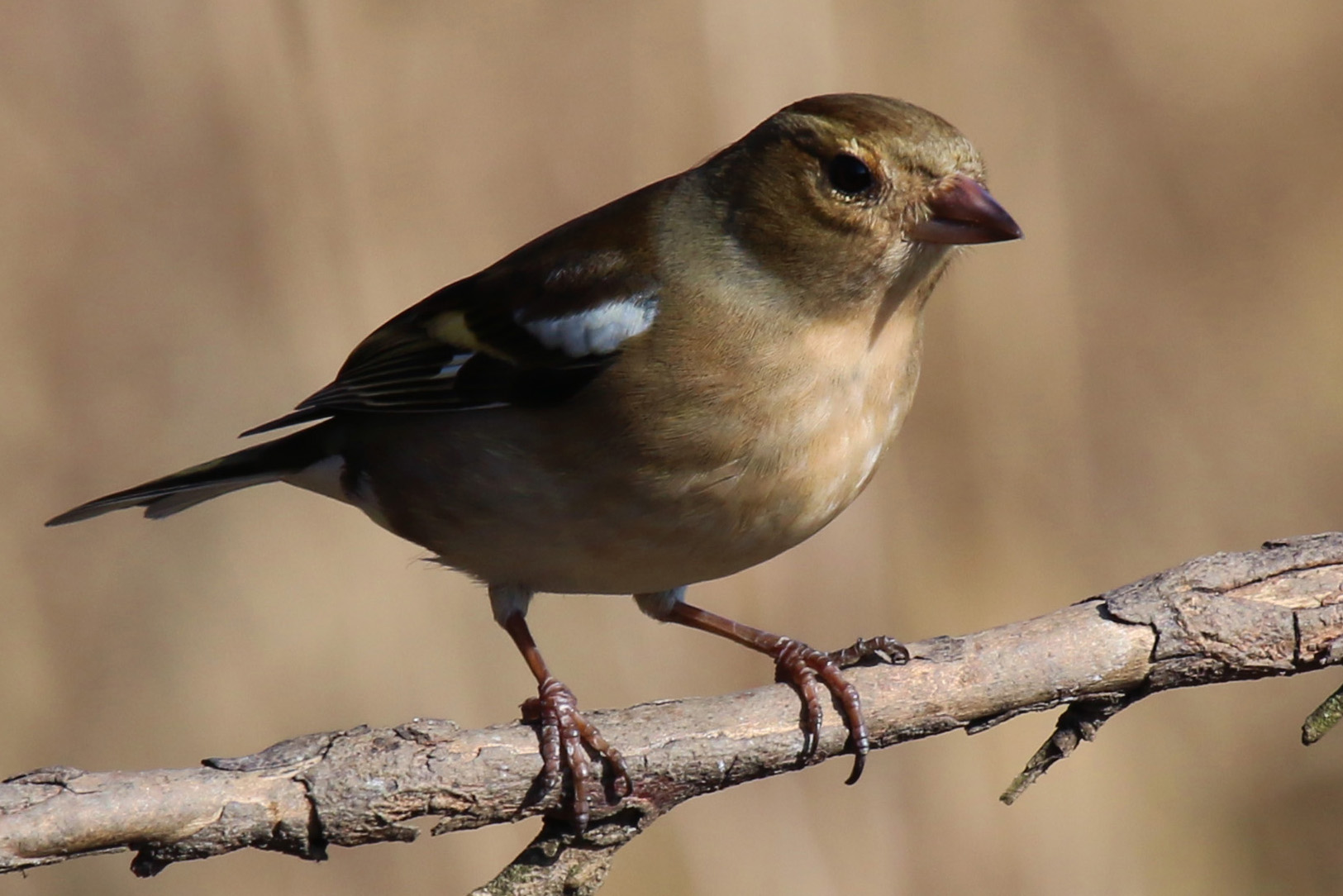
Sẻ khướu mái
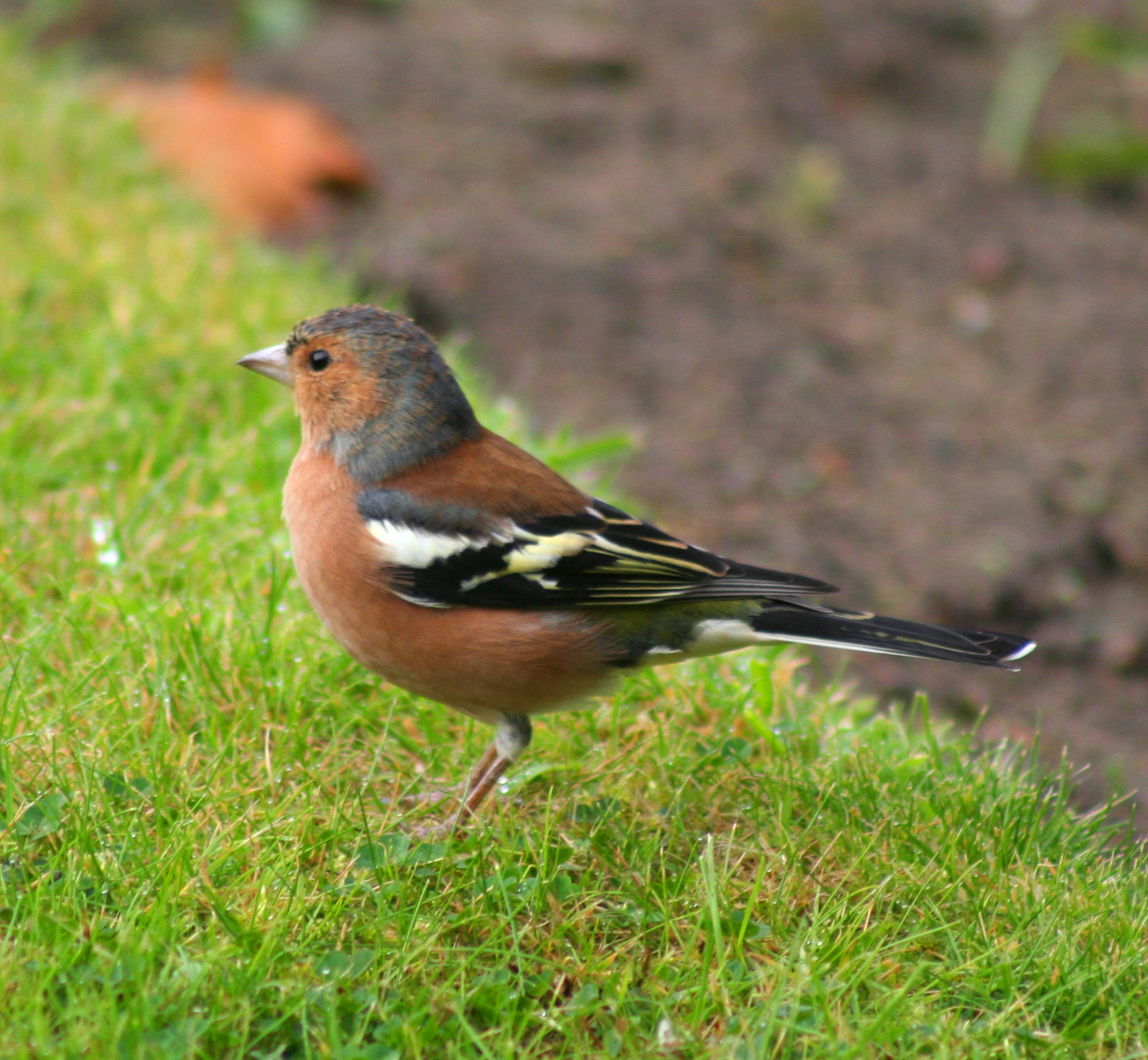
Fringilla coelebs gengleri
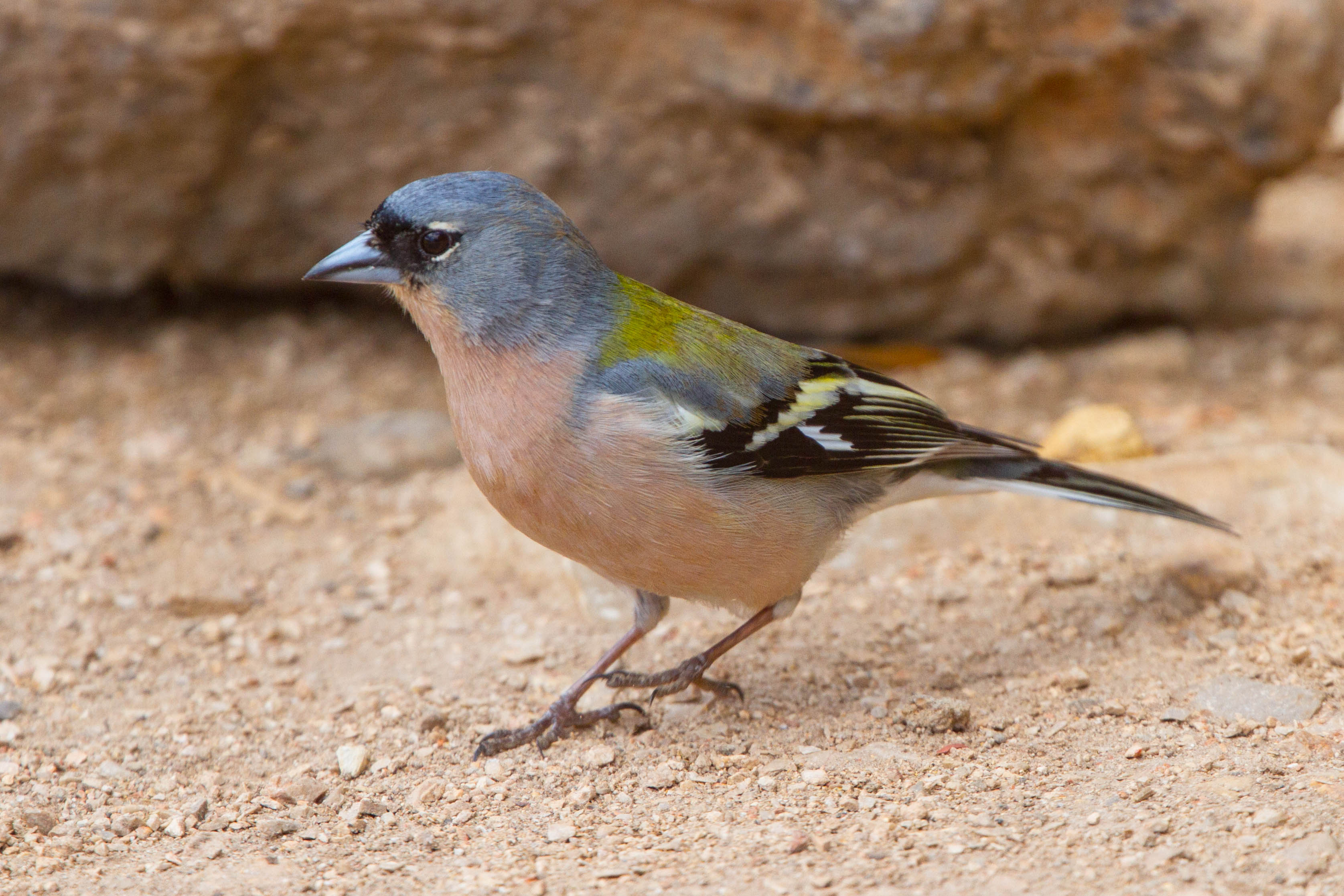
Fringilla coelebs africana
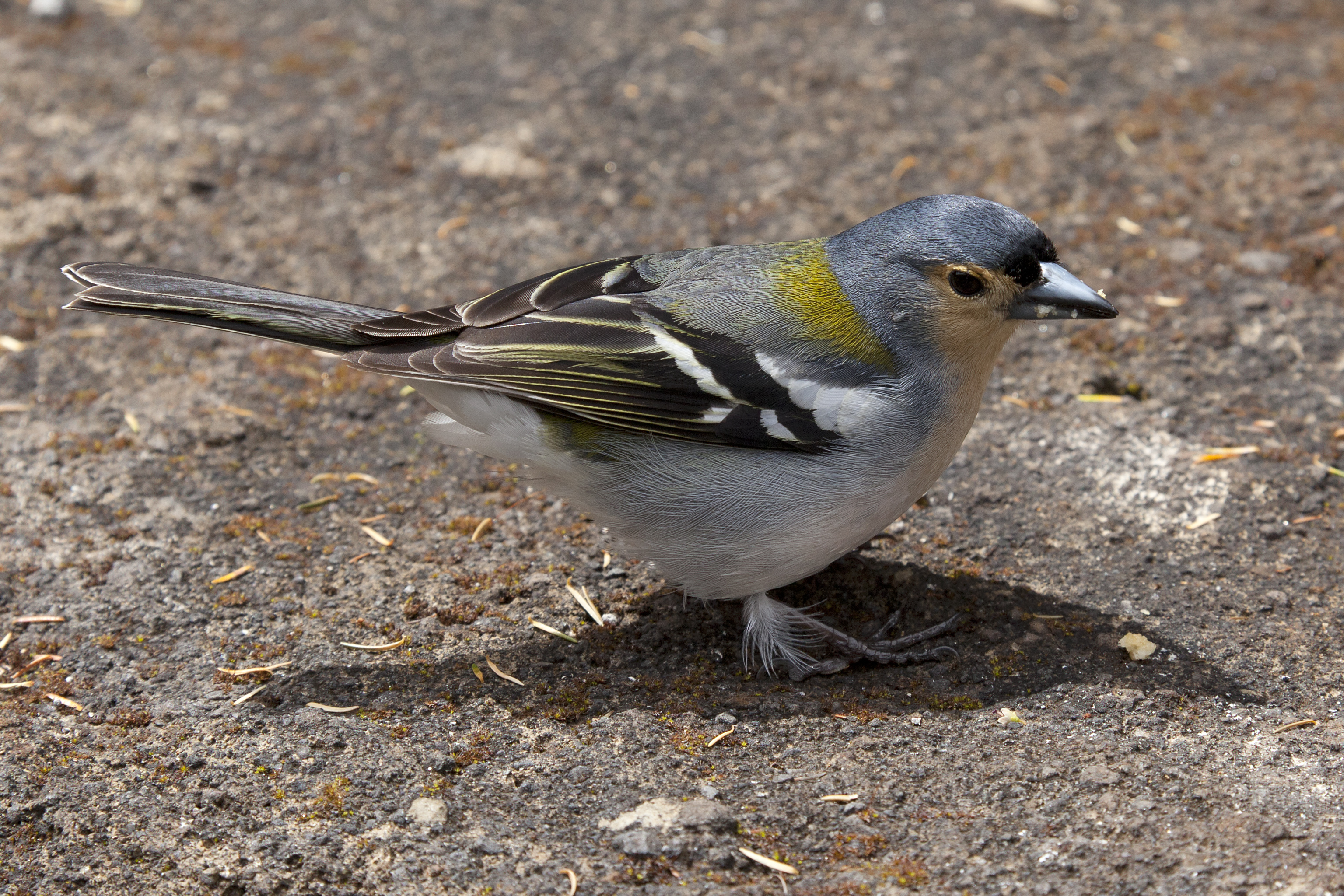
Fringilla coelebs maderensis
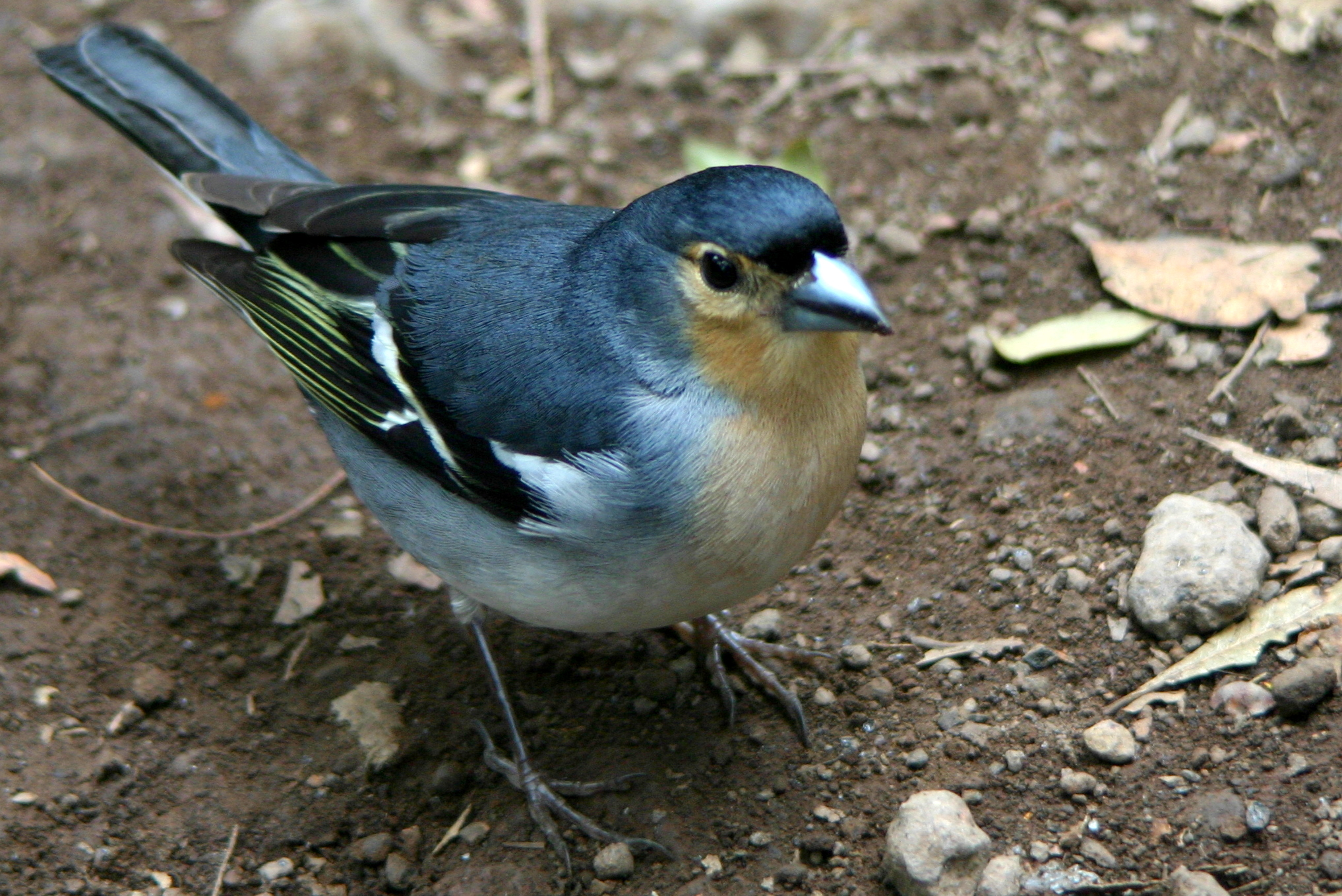
Fringilla coelebs palmae